# Juuru församling
Juuru församling (estniska: Juuru kogudus) är en församling som tillhör Ida-Harju kontrakt inom den Estniska evangelisk-lutherska kyrkan. Församlingen omfattar Juuru kommun, större delen av Kaiu kommun och mindre delar av Rapla kommun och Kehtna kommun i landskapet Raplamaa samt en mindre del av Kose kommun i landskapet Harjumaa.

## Större orter
- Juuru (småköping)
- Kaiu (småköping)